# De eeuwige echtgenoot
De eeuwige echtgenoot (Russisch: Вечный муж, Vjetsjny Moezj) is een roman van Fjodor Dostojevski uit 1870 over een weduwnaar die de minnaar van zijn overleden vrouw gaat opzoeken. 

## Samenvatting
Aleksej Veltsjaninov verblijft in Sint-Petersburg voor een proces over een landgoed. Hij krijgt bezoek van Pavel Troesotsky, een oude kennis die pas weduwnaar geworden is. Veltsjaninov had destijds een geheime affaire met  Troesotsky's vrouw Natalja, en hij is de biologische vader van Liza, het achtjarige dochtertje van Troesotsky. Omdat hij niet kan aanzien dat Liza moet opgroeien bij een drinkebroer als Troesotsky, brengt Veltsjaninov Liza naar een pleeggezin. Daar sterft ze echter.
Troesotsky is ondertussen van plan te hertrouwen met Nadja, de vijftienjarige dochter van de staatsraad Zachljobinin. Ze is de zesde dochter van acht. Troesotsky, die nu een deftig pak draagt en niet meer dronken is, neemt Veltsjaninov mee naar de familie van zijn verloofde en koopt onderweg een armband voor haar. Na een mislukte poging om Troesotsky aan de oudste dochter Katja te koppelen, wordt Troesotsky belachelijk gemaakt door de dochters van Zachljobinin en een uur lang opgesloten tijdens een spelletje verstoppertje. Nadja geeft de armband aan Veltsjaninov met het verzoek deze aan Troesotsky terug te geven en te zeggen dat ze niet met hem wil trouwen. Ze is namelijk in het geheim verloofd met de negentienjarige Alexander Lobov.
Troesotsky blijft overnachten op de kamer van Veltsjaninov en besluipt hem met een scheermes. Veltsjaninov raakt slechts verwond aan zijn linkerhand.
Een tijd later zien de twee elkaar terug in een station. Troesotsky is hertrouwd, maar een jonge officier reist mee met hem en zijn vrouw. Alle stukken staan weer op het bord, denkt Veltsjaninov. Troesotsky's kersverse vrouw nodigt hem uit om een tijdje te komen logeren, maar Troesotsky dringt er buiten haar gehoorsafstand op aan om dat vooral niet te doen.

## Personages
- Aleksej Ivanovitsj Veltsjaninov is een grondbezitter.
- Pavel Pavlovitsj Troesotsky is een welgestelde ambtenaar die onlangs weduwnaar geworden is.
- Natalja Vasiljevna Troesotskaja is de onlangs aan tuberculose overleden echtgenote van Troesotsky.
- Liza Pavlovna Troesotskaja is de achtjarige dochter van Troesotsky, eigenlijk een biologische dochter van Veltsjaninov.
- Theodosius Petrovitsj Zachljobinin is een staatsraad met acht dochters.
- Katerina (Katja) Fedosjevna Zachljobinina is de oudste dochter van Zachljobinin.
- Nadjezjda (Nadja) Fedosjevna Zachljobinina is de zesde dochter van Zachljobinin.
- Alexander Lobov is een negentienjarige jongeman.

## Vorm
De gebeurtenissen worden verteld vanuit het standpunt van Veltsjaninov, hoewel deze een vrij passieve rol speelt. Het hoofdpersonage is de eeuwige echtgenoot Troesotsky, die voorbestemd lijkt om elke keer weer hoorns te dragen.
Het verhaal begint in medias res. De lezer komt in de loop van het verhaal te weten dat Veltsjaninov negen jaar tevoren een affaire had met Troesotsky's vrouw en dat hij Liza's vader is.
Deze roman is vergelijkbaar met een tragikomedie. Het belangrijkste tragische element is de dood van Liza. Komisch is vooral Troesotsky, het type van de eeuwige hoorndrager.

## Verfilmingen
- 1946, L'homme au chapeau rond: Franse verfilming door Pierre Billon
- 1999, The Eternal Husband: Canadese verfilming door Chris Phillpot